# Château d'Haamstede
Le château d'Haamstede est un ancien château situé dans le village de Haamstede sur l'île de Schouwen-Duiveland. 

## Le Château
Le donjon date du XIIIe siècle. Le château a ensuite été reconstruit au début du XVIIe siècle avec des extensions ultérieures de la fin du XVIIe siècle et du début du XVIIIe siècle. L'ensemble a été largement restauré en 1880.

## Histoire
L'habitant le plus célèbre de ce château était Witte van Haemstede, un fils bâtard du comte Florent V. En 1525, le château est détruit par un incendie, mais le donjon est conservé.
Le château a été restauré en 1973, et en 1981 il a été vendu au Vereniging Natuurmonumenten, avec la forêt attenante et une vaste zone de dunes. Le vendeur, la famille Van der Lek de Clercq, a stipulé le droit d'utilisation du château et de la forêt. La forêt du château est la seule forêt de feuillus de toute l'île de Schouwen-Duiveland.

## Galerie

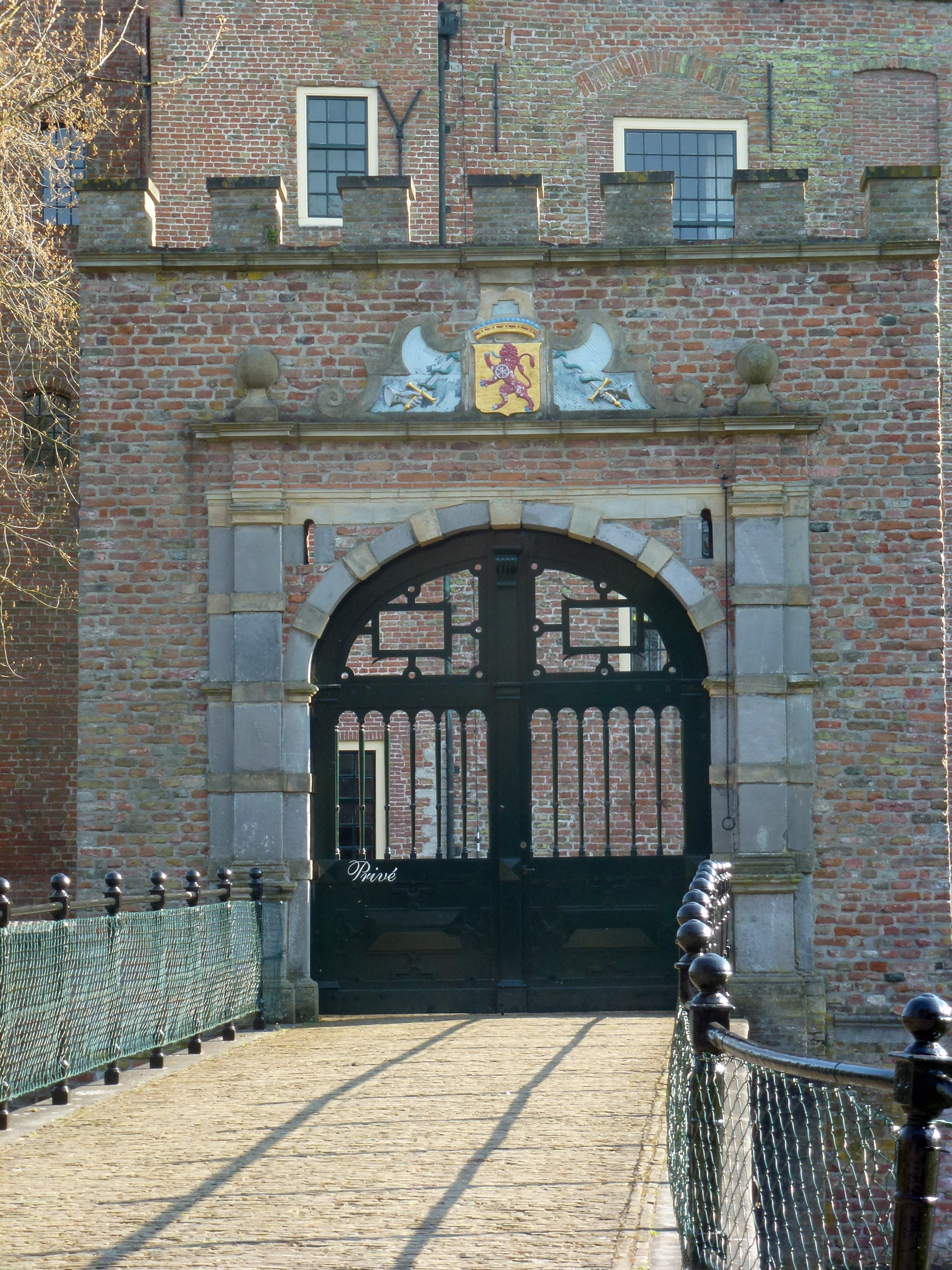
Le pont et le portail.
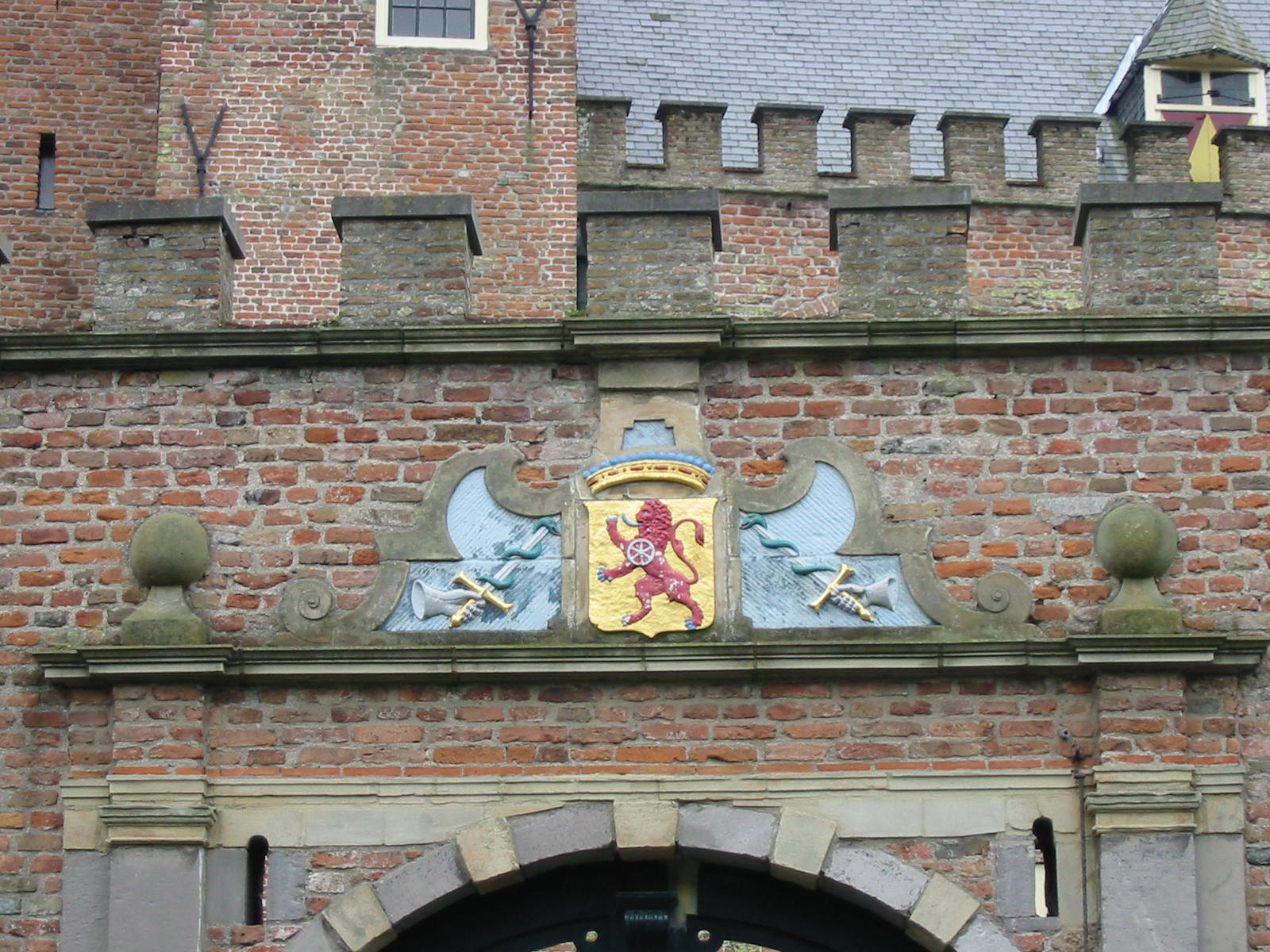
Détail du fronton du portail du château.
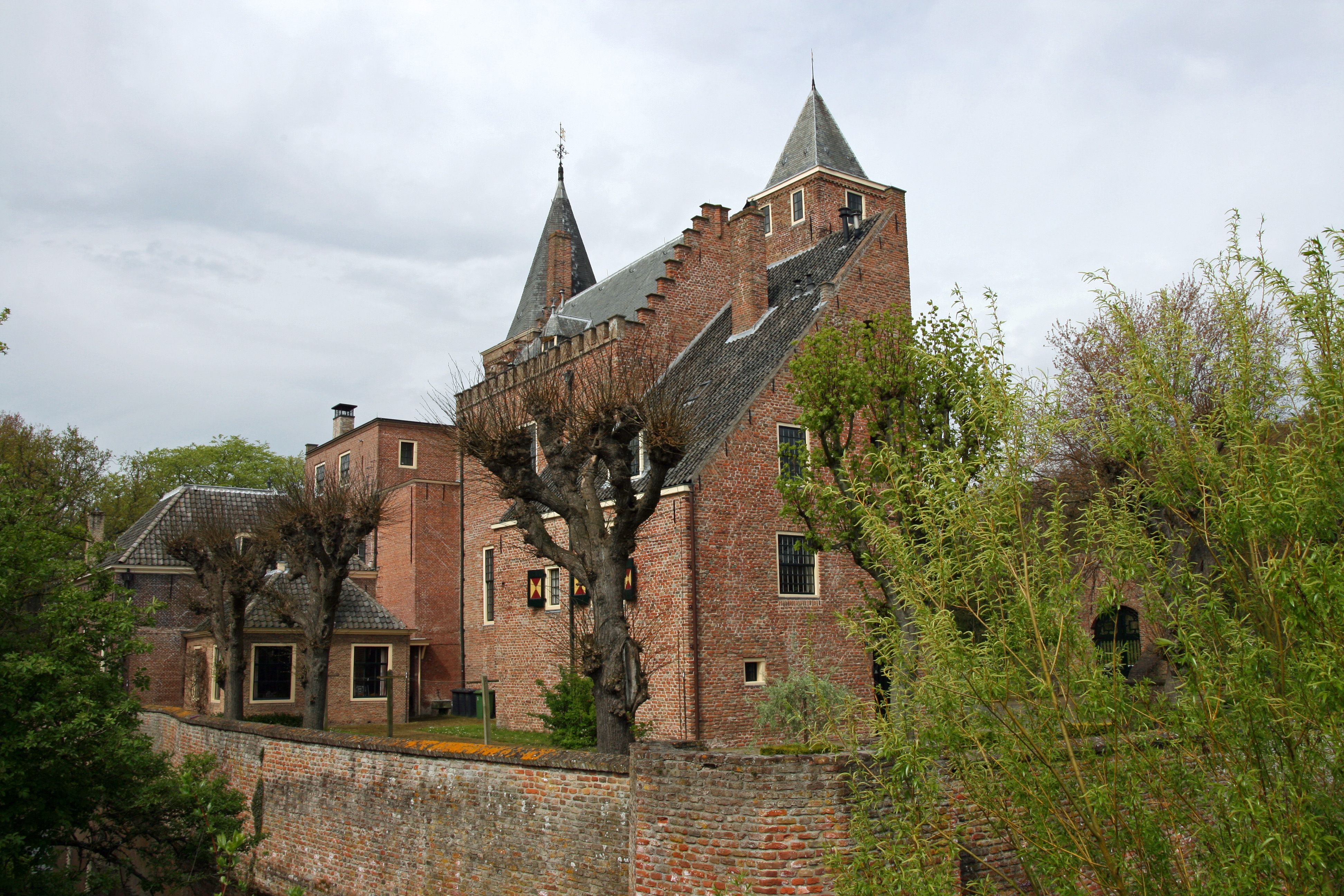
Vue arrière du château.
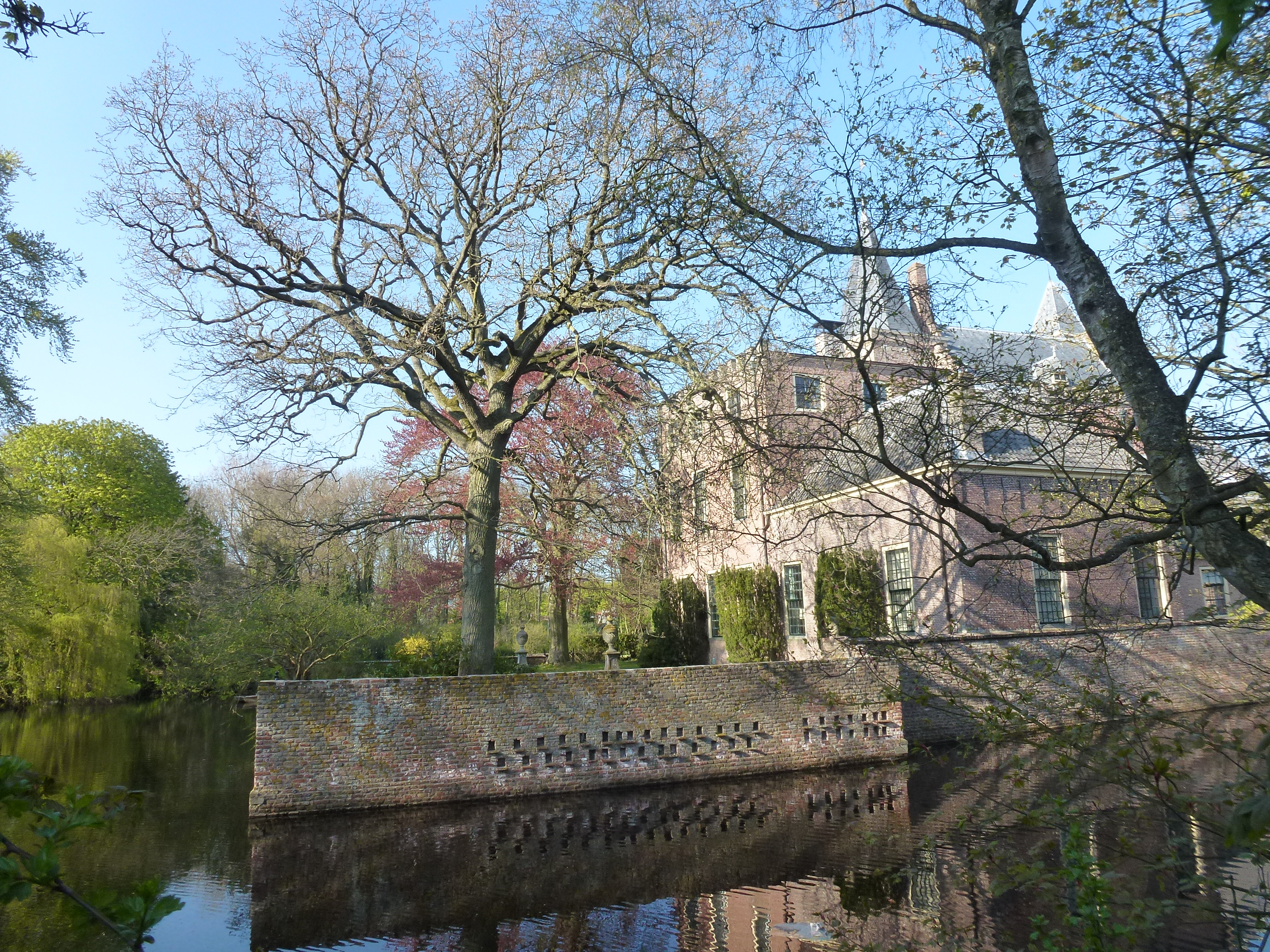
Vue des jardins du château.
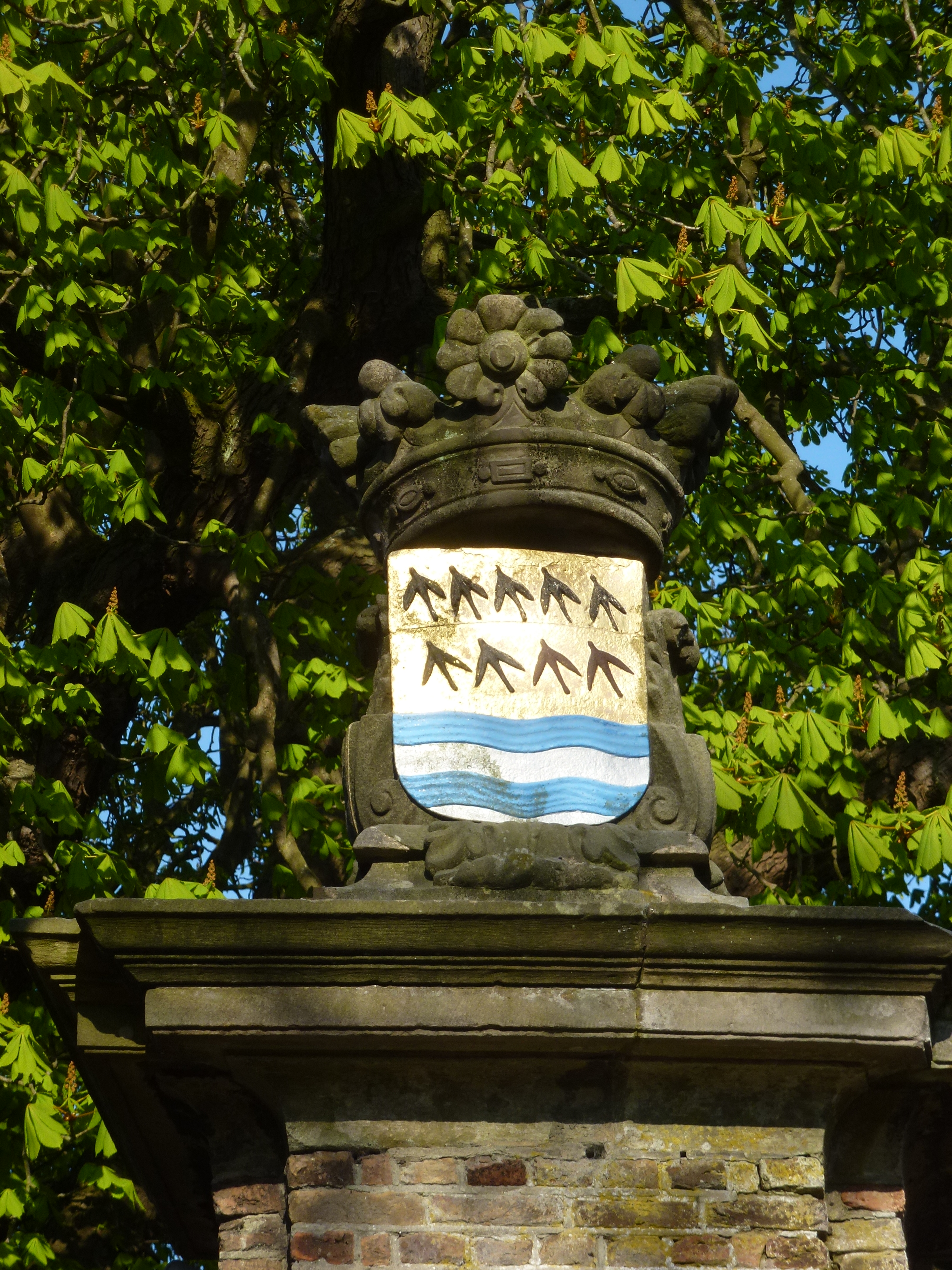
Détail des armes du pilier gauche du portail du domaine.
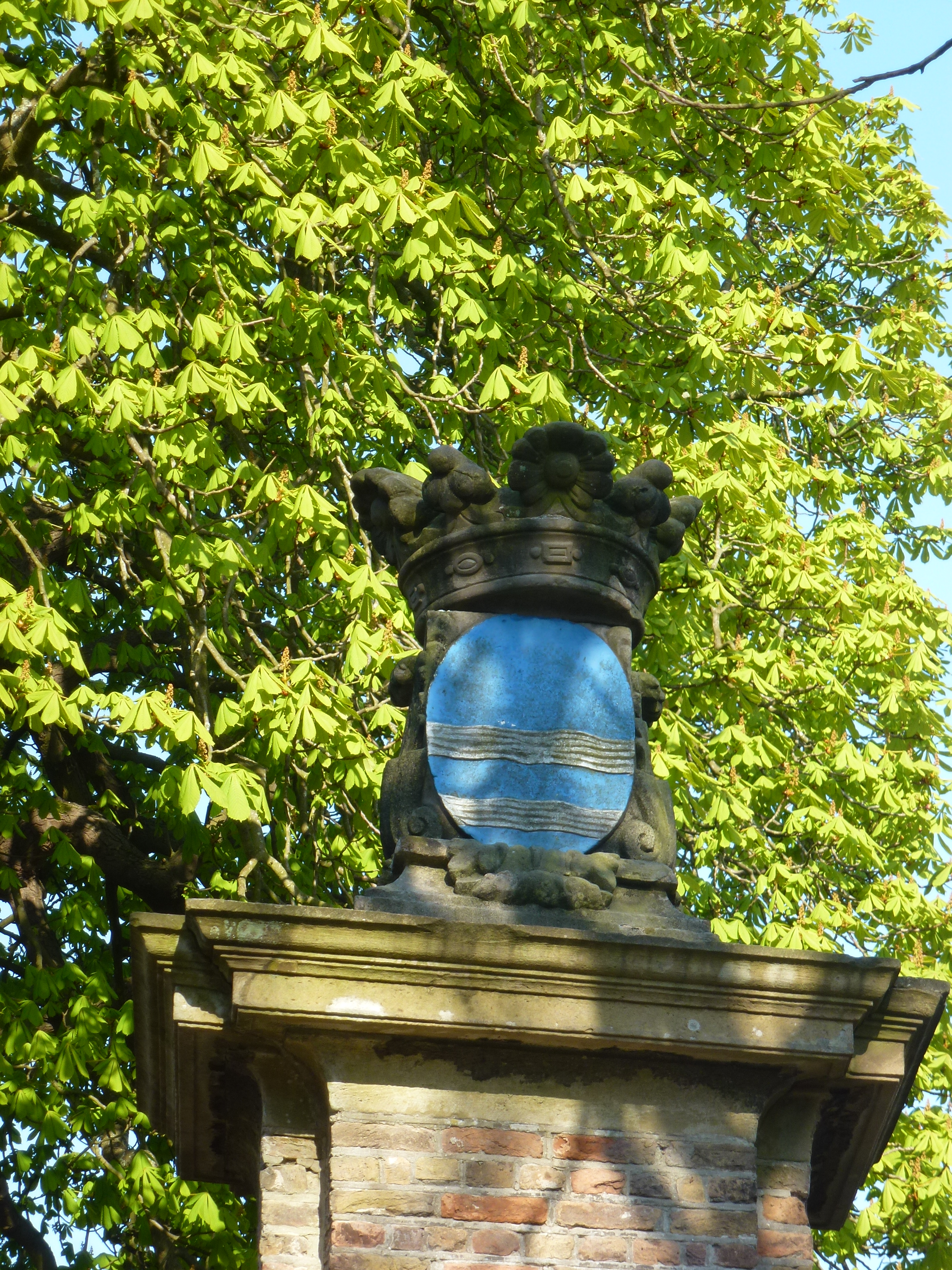
Détail des armes du pilier droit du portail du domaine.
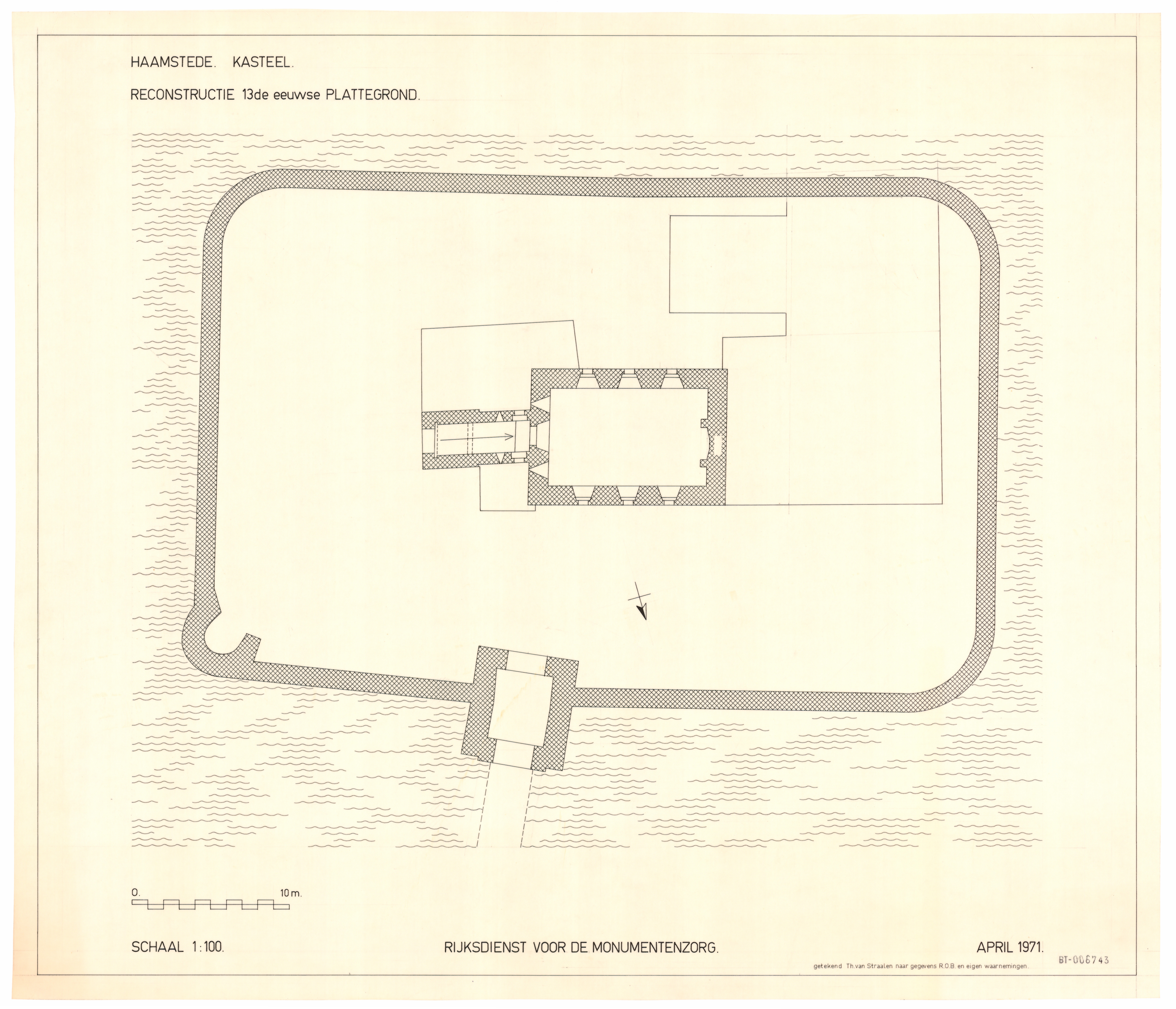
Au 13e siècle
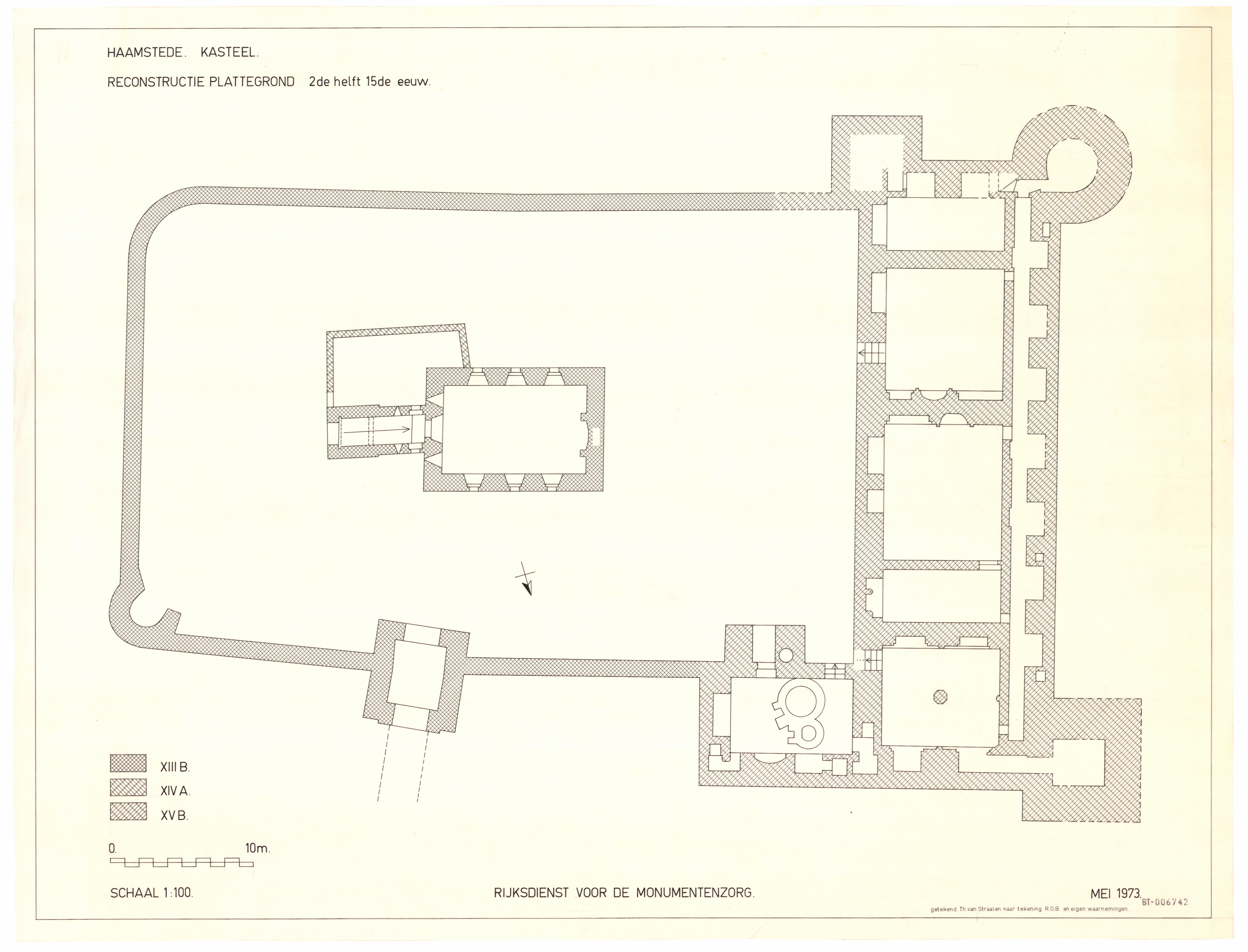
Au 15e siècle